# ハバード模型
ハバード模型（英: Hubbard model）とは1963年にジョン・ハバードによって提出された、電子相関の効果の強い固体（強相関電子系）中の電子の振る舞いを量子論的に記述するモデルである。
元々は、遷移金属の様に最外殻電子がd軌道やf軌道にあり、電子の波動関数の広がりが大きく、電子同士の波動関数の重なりのために生じる電子相関が大きな固体中の電子を良く記述するモデルとして提出されたものである。
ハバード模型は非常に単純なハミルトニアンを持つモデルであるにもかかわらず、非常に多様な電子の振る舞いを表現できる。
この様な電子の振る舞いの多様さは電子同士の相互作用（電子相関）によってもたらされていると考えられている。
ハバード模型による重要な成果としては、モット絶縁体の発見、磁性の起源の尤もらしい記述、銅酸化物高温超電導体の記述等が挙げられる。これらの現象は全て不可分であって、互いに関連していると考えられている。

## ハミルトニアン
{\displaystyle {\hat {H}}=U\sum _{i}{\hat {n}}_{i\uparrow }{\hat {n}}_{i\downarrow },}

## 概略
粒子は、ハバードが最初に発表したようにフェルミ粒子であってもよいし、ボース粒子であってもよい。ボース粒子の場合には、通常、「ボース-ハバードモデル」という。
ハバード模型は、十分に低い温度で周期的なポテンシャルを持つ粒子の有用な近似であり、すべての粒子が最も低いブロッホバンドにあるとみなすことができ、粒子間の長距離相互作用は無視できる。格子の異なるサイトでの粒子間相互作用まで考慮するモデルは、通常、「拡張ハバードモデル」という。特に、通常Uで表されるハバード項は、密度汎関数理論（DFT）を使用した第一原理計算に適用される。 DFTシミュレーションにハバード項を含めることにより、電子局在性に関する予測を改善することができる。即ち、絶縁体なのにもかかわらず、金属伝導性と誤って予測するのを防止することができる。
ハバード模型では、強結合近似（強束縛モデルともいう）に電子間短距離相互作用を導入するのだが、具体的には、運動エネルギー（「ホッピング」項）と格子の原子との相互作用（「原子」ポテンシャル）のみが含まれる。電子間相互作用が強い場合、ハバードモデルによる挙動は強結合近似（強束縛モデルともいう）と質的に異なる場合がある。たとえば、ハバード模型は、モット絶縁体の存在を予測することができるが、モット絶縁体では、導電性を示す通常の基準を満たしているのにもかかわらず、単位格子あたりの電子数が奇数であるときに、電子間の強い反発によって絶縁体となっている。